# Myślenie paralogiczne
Myślenie paralogiczne, zaburzenie myślenia logicznego – zaburzenie formalne myślenia, polegające na występowaniu u chorego braku logicznego następstwa myśli, często z wyprowadzaniem absurdalnych wniosków. Myślenie paralogiczne może łączyć się z synkretyzmem - niedostrzeganiem sprzeczności i logicznym sprzęganiem wykluczających się tez. Objaw ten występuje w schizofrenii. 
Chory próbuje często zachować pozory logiki w swoich wypowiedziach, tworząc nowe pojęcia o znaczeniu niezrozumialym dla pozostałych. Chory łączy nieracjonalnymi związkami pewne zdarzenia, niezrozumiale stosuje zasady relacji logicznych takich jak równoważność sprzeczności czy też wynikania. W strukturach językowych wykorzystywanych przez chorego w komunikacji językowej pojawiają się neologizmy, podstawienia, zlepki wyrazów, przybliżenia, przenikanie się znaczeń, nieścisłości, błędy wnioskowania, a także myślenie synkretyczne, myślenie prelogiczne oraz myślenie magiczne.